# علم نفس أنثوي
علم النفس الأنثوي هو مجال في علم النفس يتناول المواضيع النفسية التي تتعلق بالنساء من ناحية طبيعة البشر النسائية، وما تواجههه المرأة بحياتها، مثل الحمل وانقطاع الدورة الشهرية، والأمومة وتأثيرات المجتمع على نفسية النساء وتأثيراتها على نفسية المرأة.

## التسمية والمرادفات
مصطلح «علم نفس أنثوي» هو ترجمة لمصطلح (بالإنجليزية: Feminine psychology)‏. ومن المرادفات التي يمكن استعمالها: علم النفس النسائي، وعلم نفس المرأة.

## للإستزادة
- علم نفس
- قائمة مجالات علم النفس
- قائمة مؤسسات علم النفس
- قائمة علماء النفس
- قائمة العلاجات النفسية
- قائمة لائحة منشورات علم النفس
- قائمة طرق الأبحاث
- قائمة مدارس علم النفس
- خط علم النفس الزمني